# Kongres Polonii Niemieckiej
Kongres Polonii Niemieckiej T.z. (niem. Polnischer Kongress in Deutschland e.V.) – założony został 15 lutego 1992 r. przez 16 stowarzyszeń jako dobrowolny związek organizacji polonijnych w Niemczech, w celu reprezentowania interesów Polonii wobec władz, zgodnie z niemiecką konstytucją i Traktatem o Przyjaźni i Współpracy Polsko-Niemieckiej z dnia 17 czerwca 1991 r.
Kongres czerpie z tradycji innych niemieckich organizacji polonijnych, zwłaszcza Związku Polaków w Niemczech spod znaku „Rodła”, a także zagranicznych, między innymi Kongresu Polonii Amerykańskiej.

## Cele
Do głównych celów Kongresu Polonii Niemieckiej należy, z jednej strony, reprezentowanie interesów Polonii Niemieckiej wobec władz samorządowych i federalnych Republiki Federalnej Niemiec oraz Rządu Rzeczypospolitej Polskiej, z drugiej zaś strony, krzewienie i pielęgnowanie zbliżenia pomiędzy narodami polskim i niemieckim.
Kongres Polonii Niemieckiej reprezentuje organizacje polonijne zrzeszające Polaków mieszkających w Niemczech oraz „osoby posiadające niemieckie obywatelstwo, które są polskiego pochodzenia, albo przyznają się do języka, kultury lub tradycji polskiej”. Organizacja wspiera wszelką działalność kulturalną, pielęgnowanie języka i polskich zwyczajów, a także wspomaga materialny awans tej części społeczeństwa polskiego.
Działania służą jednocześnie upowszechnianiu na terenie Niemiec wiedzy o Polsce, o jej historii, kulturze oraz aktualnej sytuacji politycznej i społecznej. Przy tym szczególna uwaga przywiązywana jest pielęgnowaniu dobrego wizerunku Polski i Polaków. W szerszej perspektywie Kongresowi Polonii Niemieckiej przyświeca idea integracji europejskiej i budowa wspólnej, zjednoczonej Europy, w której współpraca polsko-niemiecka może być postrzegana jako wzorzec dla innych narodów. Wypełniając zadania reprezentacji Polaków w Niemczech i promocji dobrych stosunków polsko-niemieckich, Kongres Polonii Niemieckiej funkcjonuje jako platforma wymiany informacji. W tym zakresie inspiruje i koordynuje on współpracę między organizacjami polonijnymi w Niemczech, między Polonią Niemiecką a ojczyzną oraz Polonią Świata.

## Struktura
| Okres     | Przewodniczący Kongresu Polonii Niemieckiej |
| --------- | ------------------------------------------- |
| 1992–1995 | Ks. Jerzy Sobkowiak (zm. 2008)              |
| 1995–2009 | Dr Zbigniew Kostecki                        |
| 2009-2013 | Dipl.-Ing. Wiesław Lewicki                  |
| od 2013   | Dr Bogdan Milek                             |

Kongres Polonii Niemieckiej, jako organizacja wyższej użyteczności publicznej, zrzesza obecnie 30 organizacji działających na terenie Niemiec. Członkiem Kongresu może zostać organizacja, instytucja lub środowisko polonijne utożsamiające się z programem zawartym w Statucie Kongresu Polonii Niemieckiej.
| Nr  | Nazwa organizacji / stowarzyszenia                                                                      |  |
| --- | --- |  |
| 1.  | Polskie Towarzystwo Medyczne w Niemczech T.z.                                                           |  |
| 2.  | Stowarzyszenie Polskich Kombatantów T.z.                                                                |  |
| 3.  | Polskie Stowarzyszenie Społeczno-Kulturalne w Badenii-Wirtembergii T.z.                                 |  |
| 4.  | Polski Związek Inwalidów Wojennych T.z.                                                                 |  |
| 5.  | Towarzystwo Gimnastyczne „Sokół”- Macierz T.z.                                                          |  |
| 6.  | Gmina Polska „Piast” w Essen                                                                            |  |
| 7.  | Stowarzyszenie „Lechia” T.z.                                                                            |  |
| 8.  | Stowarzyszenie Chór Polonia T.z.                                                                        |  |
| 9.  | Towarzystwo Krzewienia Kultury Polskiej FORUM T.z.                                                      |  |
| 10. | Związek Żołnierzy Kresowych T.z.                                                                        |  |
| 11. | Klub Polski „Korona” – Colonia                                                                          |  |
| 12. | Polskie Towarzystwo Muzyków i Tancerzy                                                                  |  |
| 13. | Chór Kościelny Parafii Niepokalanego Serca Maryji                                                       |  |
| 14. | Krąg Polonijny Partnerstwa Miast Schwerte-Nowy Sącz                                                     |  |
| 15. | Związek Polaków w Dinslaken                                                                             |  |
| 16. | Teatr Lalki i Aktora „Otwarte Oczy”                                                                     |  |
| 17. | Środowisko Katolickie w Dortmundzie                                                                     |  |
| 18. | Zrzeszenie Polskojęzycznych Prawników T.z. (Verband Polnischsprachiger Juristen (VPJ) e.V.)             |  |
| 19. | Towarzystwo Polskich Artystów Plastyków w Niemczech T.z.                                                |  |
| 20. | Unia Patriotów Polskich T.z.                                                                            |  |
| 21. | Związek Polskich Klubów Sportowych w Niemczech T.z. (Verband Polnischer Sportklubs e.V.)                |  |
| 22. | Polska Grupa Folklorystyczna e.V – Stowarzyszenie Balladyna                                             |  |
| 23. | Podium T.z. (Podium – Deutsch-Polnischer Kulturverein e.V.)                                             |  |
| 24. | Niemiecko-Polskie Stowarzyszenie Kulturalne „Kopernik” T.z. (Polnischer Kulturverein – Kopernicus e.V.) |  |
| 25. | Patria e.V. in Osnabrück                                                                                |  |
| 26. | Gromada Związku Polaków „Zgoda” T.z. – gromada Hannover                                                 |  |
| 27. | Polnischer Motoklub in Aachen                                                                           |  |
| 28. | Chór „BENEDICTUS” in Wuppertal                                                                          |  |
| 29. | Integration e.V.                                                                                        |  |
| 30. | Redakcja „Po-Prostu” Monachium                                                                          |  |
| 31. | Bractwo Motocyklistów Polskich na Obczyźnie                                                             |  |

## Działalność
Kongres Polonii Niemieckiej bierze udział w częstych oficjalnych kontaktach z reprezentantami władz niemieckich i polskich. Uczestniczy we wszystkich ważnych spotkaniach Europejskiej Unii Wspólnot Polonijnych z siedzibą w Brukseli i Światowej Rady Polonii z siedzibą w Toronto, których jest również członkiem zwyczajnym.